# Джеймс Марр
Джеймс Вільям Слессор Марр (англ. James William Slessor Marr; 9 грудня 1902 — 30 квітня 1965) — шотландський морський біолог і полярний дослідник, керівник операції «Табарин».

## Біографія

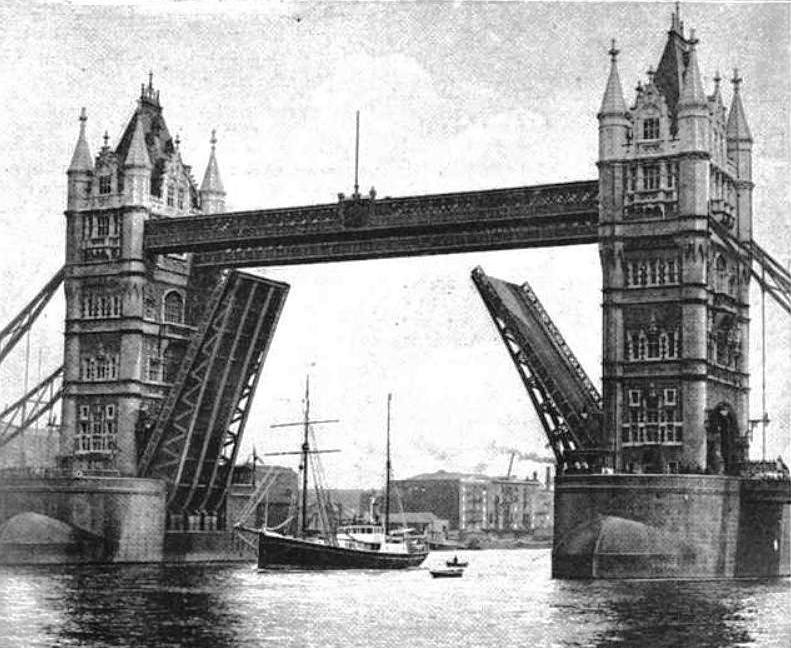
«Квест» проходить Тауерський міст 17 вересня 1921 року

Джеймс Марр народився в шотландському Кушні (Абердиншир) 9 грудня 1902 року в родині фермера Джона Джорджа Марра та його дружини Джорджини Сазерленд Слессор.
Під час навчання в Абердинському університеті Джеймса Марра і Нормана Муні відібрали з десятка добровольців-бойскаутів для супроводу Ернеста Шеклтона в експедиції Шеклтона-Роветта 1921 року на борту корабля «Квест». Муні зійшов на берег на Мадейрі, не витримавши морської хвороби, а 18-річний Марр пропрацював до кінця експедиції і заслужив схвальні відгуки Е. Шеклтона і Ф. Вайлда. У зв'язку зі смертю Шеклтона 5 січня 1922 року мета експедиції досягти моря Ведделла провалилася.
Повернувшись додому, Марр закінчив магістратуру з напрямку класичної освіти і бакалаврат із зоології. Крім навчання, йому доводилося брати участь в заходах зі збору коштів, організованих для покриття боргів експедиції. Він змушений був вистоювати тривалий час у скаутської уніформі перед кінотеатром, де виставлявся корабель «Квест». У 1926 році Марр працював у морській лабораторії Карнегі в Абердині, потім взяв участь в Британо-Австралійсько-Новозеландській дослідницькій антарктичній експедиції (BANZARE) під керівництвом Дугласа Моусона. Як морський біолог Марр також пізніше брав участь у декількох полярних експедиціях, спеціалізуючись на антарктичному крилі.
У 1943 році лейтенант Джеймс Марр отримав звання капітан-лейтенанта й очолив операцію «Табарин» в період Другої світової війни. Це була секретна британська кампанія з облаштування баз і зміцнення своїх позицій в регіоні. У 1944 році Марр вирішив перезимувати в Порт-Локрої, але в грудні повернувся додому за станом здоров'я. У 1949 році він, як старший науковий співробітник, розпочав свою наукову діяльність у Національному інституті океанографії, пропрацювавши в ньому до своєї смерті в 1965 році. Його 460-сторінкову працю «Natural History and Geography of Antarctic Krill» було опубліковано через три роки після його смерті.
Виявлена експедицією BANZARE в січні 1930 року гора Марр названа на його честь.

## Нагороди
Державні: 
- Пряжка до Полярної медалі (7 вересня 1941) — «за хорошу службу в 1925—1939 роках на королівських дослідних кораблях Discovery II і William Scoresby»[6].
- Полярна медаль (30 листопада 1954) — «за хорошу службу в антарктичних експедиціях»[7].

 Громадські: 
- Медаль В. С. Брюса (1936) — «за роботу в південному океані й особливо за монографію про Південні Оркнейські острови»[8][9].